# Routan-Inseln
Die zwei Routan-Inseln (früher auch Arautan, russisch Острова Роутан) liegen in der Tschaunbucht der Ostsibirischen See vor der Nordküste Sibiriens. Die Inselgruppe wird durch einen etwa 4,7 km breiten Sund von der Stadt Pewek getrennt. Zu ihr gehören die 9,5 km lange und 4,5 km breite Insel Bolschoi Routan (Fläche 30 km²) und die kleinere 1,3 km lange und 1 km breite Insel Malyj Routan. Die Inseln gehören zum Rajon Tschaunski des Autonomen Kreises der Tschuktschen Russlands.
Europäern wurden die Inseln erstmals 1821 bekannt, als Ferdinand von Wrangel die Küste Ostsibiriens kartografierte.
Auf Bolschoi Routan gibt es eine kleine Forschungsstation, die Bolshoy Routan Hut.